# П'юрко Богдан
Богда́н-Юліан П'ю́рко (4 липня 1906, смт Немирів, нині Львівська область, Україна — 23 жовтня 1953, Детройт, США) — український диригент та педагог.

## Життєпис
Богдан-Юліан П'юрко (син Михайла) народився 4 листопада 1906 року в Немирові. Початкові музичні студії отримав удома від матері (фортепіано) та дідуся (П'юрко Теодор Іванович – греко-католицькій священник, крилошанин Львівської капітули). Навчається у Самбірській гімназії. Під час навчання у гімназії захоплюється хоровим співом, співає у «Самбірському Бояні», студіює фортепіано. Після закінчення гімназії у 1923 році Богдан П'юрко продовжує навчання у Вищому музичному інституті імені Миколи Лисенка у Львові (у Василя Барвінського) та Празькій консерваторії.
У 1931—1932 роках Богдан-Юліан П'юрко — концертмейстер Київської опери; з 1933 року — директор відділу Музичного інституту імені Миколи Лисенка і диригент хору «Боян» у Дрогобичі (перше місце на конкурсі хорів 1942 року у Львові).
Був великим любителем спорту. У 1934 р. взяв безпосередню участь у створенні УСК «Ватра» (Дрогобич), тим більше в хорі «Боян» співало чимало спортсменів товариства. На виграні у лотерею кошти купив 12 комплектів спортивної форми і приладдя. 5 вересня 1934 р. на зборах в приміщенні товариства «Зоря» професор Української гімназії ім. Івана Франка в Дрогобичі Богдан П'юрко був обраний першим головою управи УСК «Ватра» (Дрогобич). Очолював клуб до 1935 р., поки його не замінив Володимир Сольчаник.
З вересня 1942 р. Богдан П'юрко очолює музичну частину Підкарпатського театру імені Івана Франка (Дрогобич), У середині липня 1944 року «Боян» і театр ім. І. Франка через наступ радянських військ тимчасово зупиняють свою діяльність. Частина співаків, артистів емігрують на Захід, у їх числі був і Богдан П'юрко з родиною.
1946 року в Карлсфельді, поблизу Мюнхена в Німеччині, П'юрко очолює музично-вокальну секцію громадського комітету з відзначення 85-річчя по смерті Т. Шевченка, залучивши до співпраці понад сто учасників. Важливим етапом перебування Богдана П'юрка у таборі переміщених осіб була організація ним симфонічного оркестру, з яким він давав концерти класичної музики в Карльсфельді, Бадрайхенгалі, Мюнхені. Зосередивши навколо себе майже всі видатні постаті еміграційного вокально-музичного життя, П'юрко у 1946 р. ініціює створення Українського Оперного Ансамблю (УОА) в Мюнхені. Це була «…спроба продовження діяльності Львівського оперного театру».
У 1949 р. Богдан П'юрко та майже увесь склад Українського Оперного Ансамблю прибуває в Нью-Йорк, де дають низку концертів, один з яких відбувається у Карнегі-хол, в якому П'юрко виступає як піаніст-концертмейстер.
Згодом артисти переїжджають до Детройта, де 1953 року П'юрко організує і диригує концерти української симфонічної музики у виконанні Детройтського симфонічного оркестру.
23 жовтня 1953 року Богдан-Юліан П'юрко помер у м. Детройті, де й похований.

## Галерея (інформація про CV)

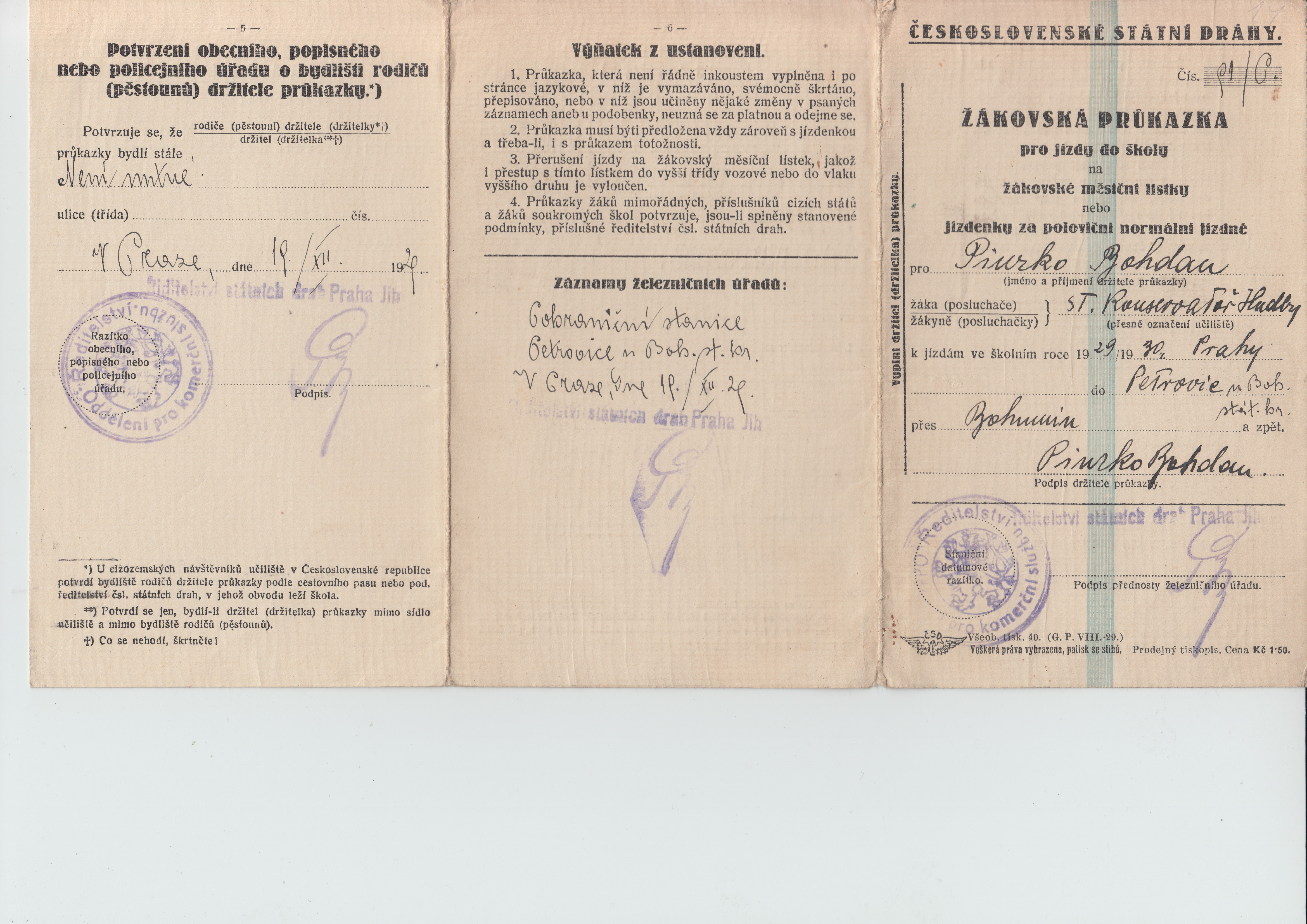
Пюрко Богдан (1906-1953) - Студентський квиток (Перша сторінка)
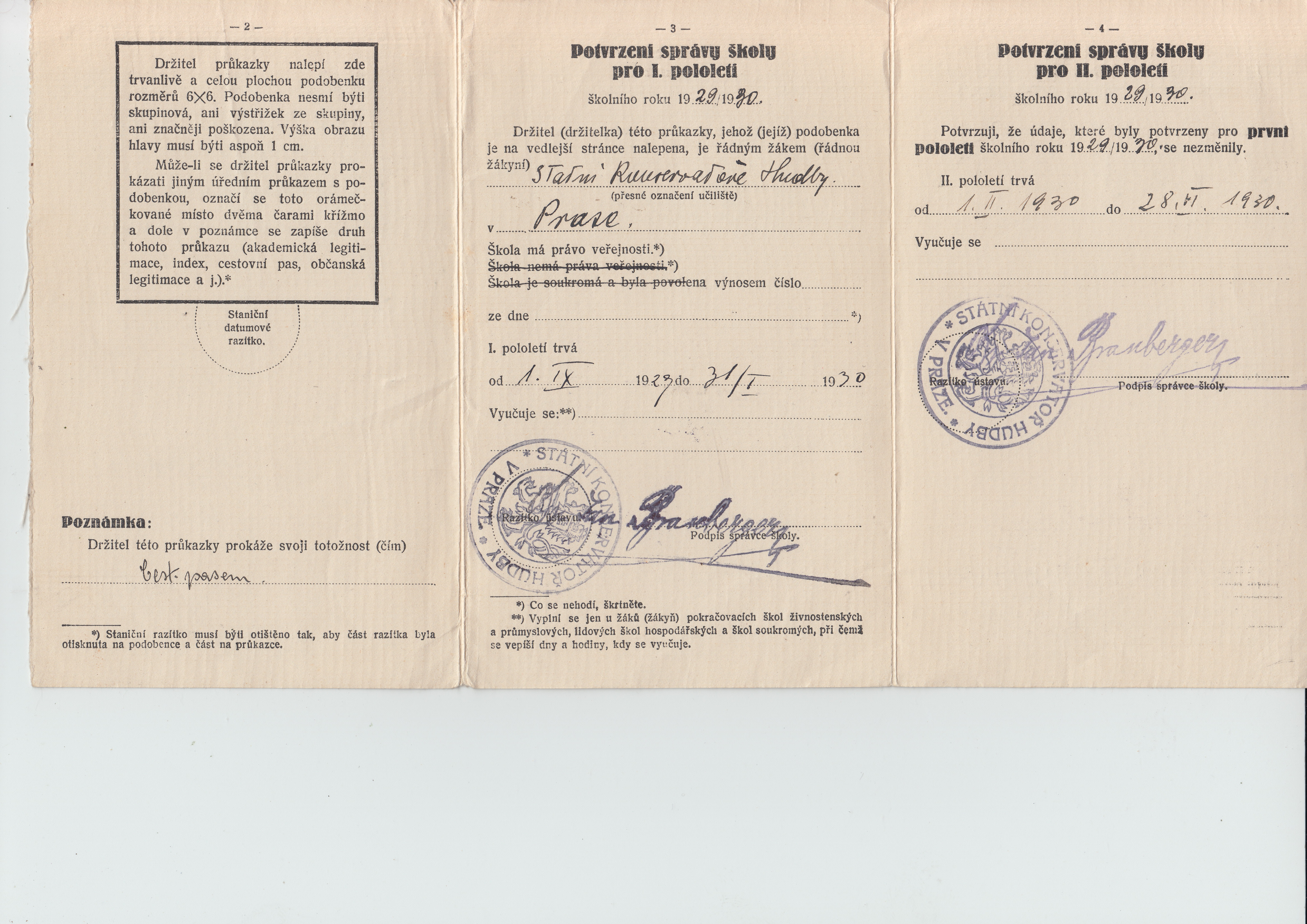
Пюрко Богдан (1906-1953) - Студентський квиток (Друга сторінка)
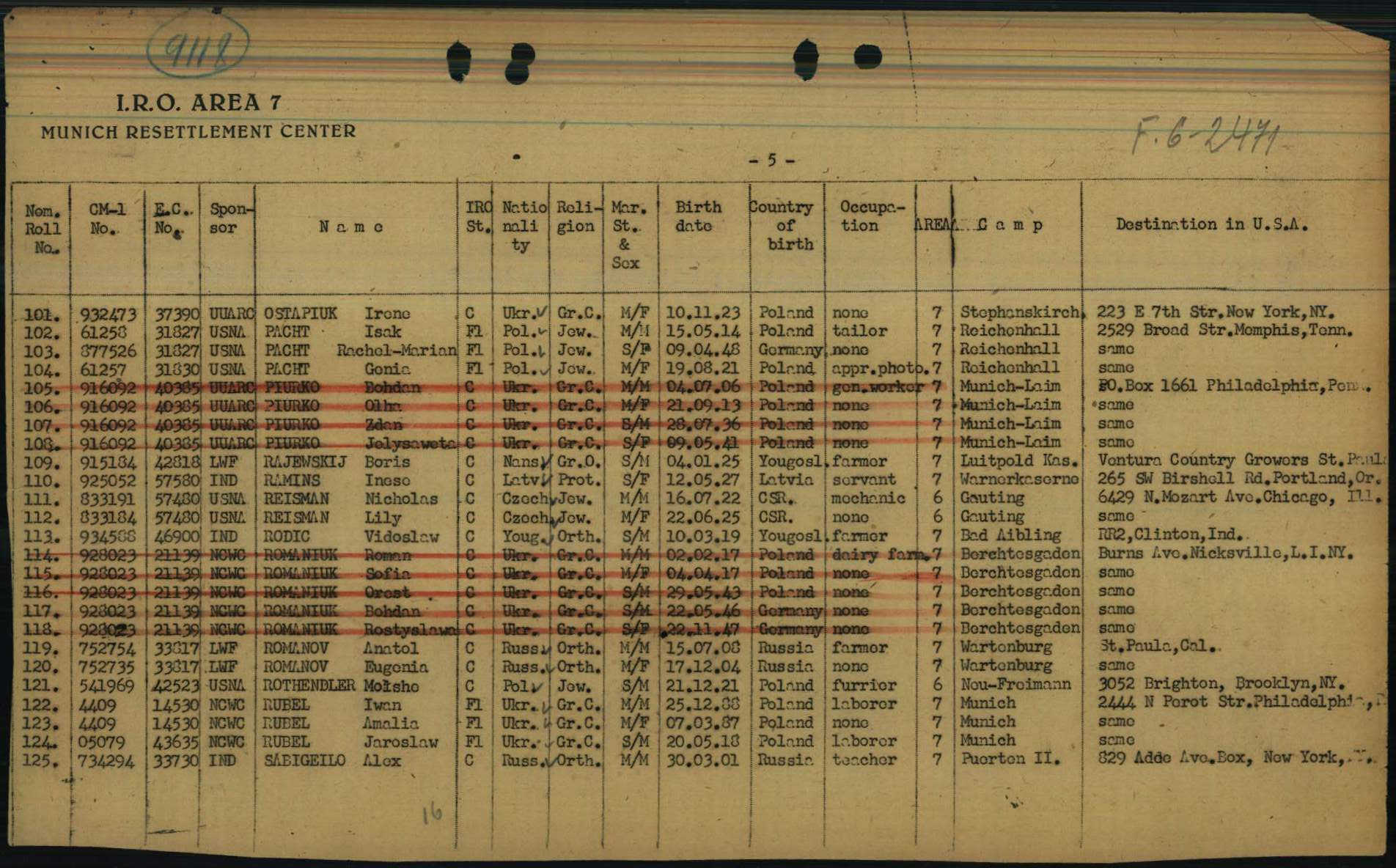
Пюрко Богдан (1906-1953) - Еміграція до США